# Détroit
Pour autres significations, voir Détroit (homonymie).
Pour l’article ayant un titre homophone, voir D3.
 (décembre 2014).

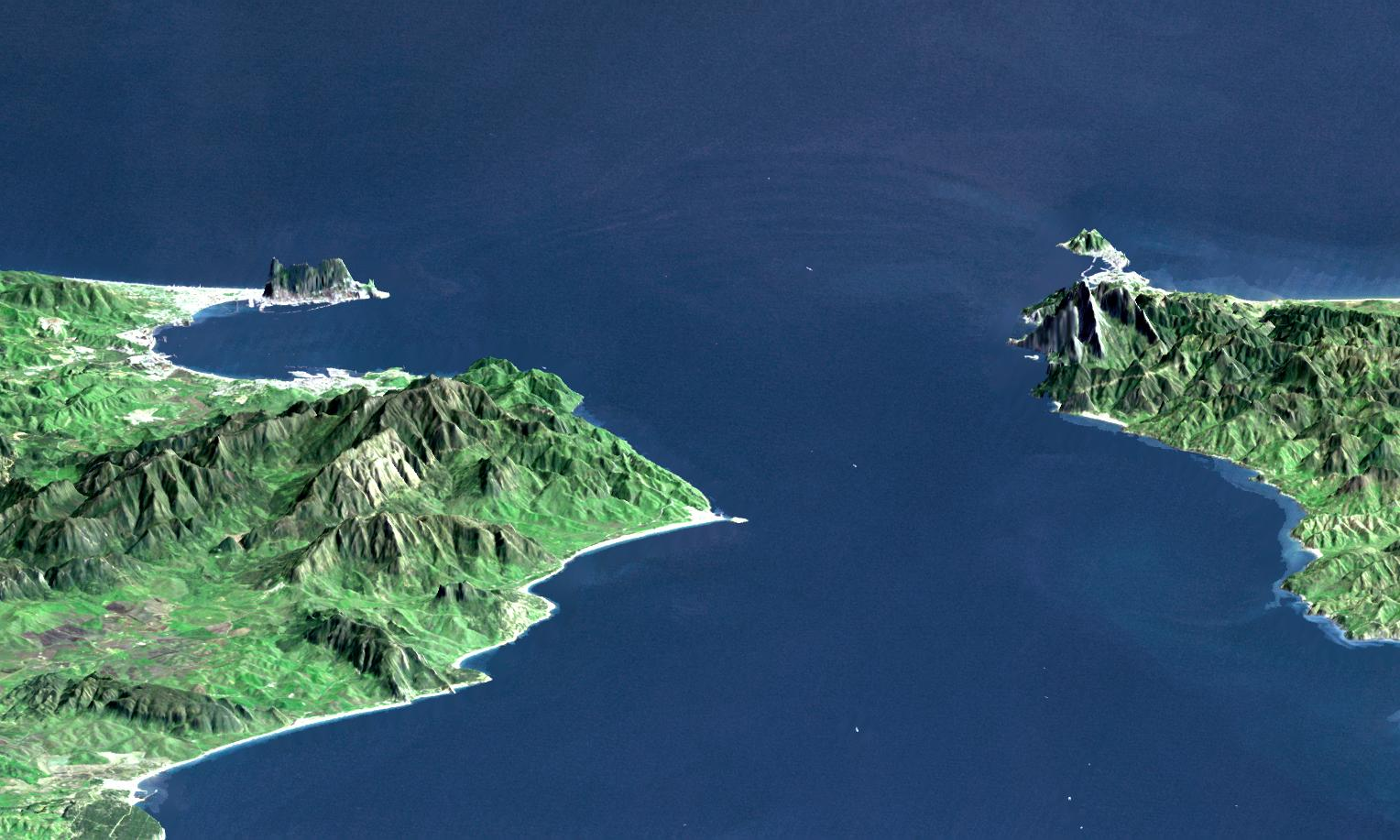
Vue satellite reconstituée du détroit de Gibraltar.

Un détroit (du latin districts, adjectivation du participe passé du verbe latin distringere, « maintenir écarté »), parfois dénommé pas ou canal, est un bras de mer plus ou moins long et resserré entre les deux côtes qui le bordent (par opposition avec l'isthme), et mettant en relation deux étendues marines ou lacustres.
Ce passage maritime peut séparer deux continents (détroit de Gibraltar, de Béring), deux îles (détroit de Bonifacio, détroit de Singapour), une île et un continent (détroit de Magellan, Courreaux de Groix), ces deux derniers cas correspondant à la définition du pertuis, mot utilisé sur les côtes de l'Ouest de la France. Il peut aussi relier deux lacs (détroit de Mackinac) ou deux étendues d'eau d'un même continent découpé (goulet de Port Navalo, passe de Knysna).
L'origine diverse des détroits (détroit intercontinental d'origine géotectonique, détroits d'archipel issus de l'ennoyage de reliefs, détroit intracontinental issu de jeux de cassure locales) explique leur variabilité en forme, largeur, longueur et profondeur.
Les détroits sont le lieu de courants parfois violents du fait des marées qui s'intensifient avec les filets d'eau qui doivent converger entre les deux côtes, comme dans les raz et les pertuis.
Ils sont associés à des images souvent anthropomorphes : bras, manche, bouche (Bouches de Bonifacio), porte (Bab-el-Mandeb), pas, passe et passage. Lorsque le détroit est large à une extrémité et étroit à l'autre, on lui donne fréquemment le nom de manche[réf. nécessaire] ; s'il est long, et étroit, on l'appelle quelquefois canal ; si ses dimensions ne sont pas considérables, on le nomme pas, passage, goulet, ou pertuis mais cette terminologie n'est pas bien fixée.
Certains détroits sont artificiels. On leur préfère le terme de canal (canal de Panama, de Corinthe, de Suez) mais ce mot s'applique parfois à des détroits naturels (canal Beagle, canal du Mozambique)
Les détroits, zones de « confluence », sont souvent d'importantes voies de communication maritimes du point de vue géostratégique. Pour cette raison, ce sont souvent des zones à risque ou des zones de tension du point de vue militaire ou de la sécurité maritime (records de trafic maritime). Les grands détroits ont joué aussi un rôle passif dans la transgression des espèces vivantes et des hommes, comme le détroit de Béring par où sont venus les Indiens d'Amérique.
Ce terme est à l'origine du nom de la rivière Détroit et de la ville de Détroit aux États-Unis.

## Une grande variabilité

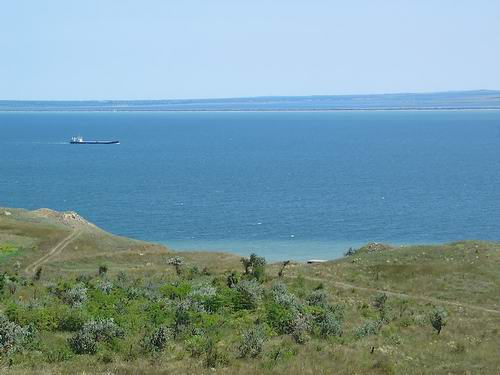
Le détroit de Kertch (2003).

Les détroits peuvent prendre une forme ponctuelle lorsque les rives s'avancent en éperon ou en cap (détroit de Kertch, de La Pérouse, de Lombok), ou une forme longiligne (détroit de Malacca). Ils peuvent être mononucléaires (un seul passage, comme le détroit de Corfou) ou polynucléaires (plusieurs passages dus à la présence d'îles, comme le détroit de Magellan ou les îles du Détroit de Torrès qui sont au nombre de 274).
Les plus longs détroits au monde sont celui de Malacca, avec une longueur d'environ 800 km, celui de Tartarie avec une longueur de 900 km, et celui du Mozambique avec 1 600 km, ce dernier atteignant le record de largeur qui varie de 400 à 950 km tandis que le détroit de l'Euripe ne fait que 38 m dans son passage le plus étroit.
Certains détroits ont un faible trafic du fait de leur dangerosité, tel le raz Blanchard. Le détroit de Malacca est le plus fréquenté du monde avec 100 000 navires marchands qui l'empruntent par an, dont la moitié du trafic mondial des pétroliers, devant le pas de Calais avec 80 000 navires marchands et 20 000 car-ferries et bateaux de pêche.

## Histoire
Les détroits ont joué un grand rôle au cours de l'histoire : rôle militaire (à commencer par la guerre du Péloponnèse ou les guerres puniques au cours desquelles la domination des détroits par Sparte ou Rome a assuré leur hégémonie), rôle commercial (fixation de villes comme Singapour, fondation de comptoirs comme les établissements des détroits), rôle touristique[réf. nécessaire] (côtes françaises de la Manche où se développe au début du XIXe siècle la vogue des bains de mer et comme corollaire l'activité des ports, des débarcadères des bateaux et du chemin de fer).
Le développement du commerce international et la baisse du coût du transport maritime au XIXe siècle a conduit le droit international maritime à légiférer à cette époque sur le régime du passage par les détroits.

## Détroits célèbres
- Le détroit de Gibraltar, qui sépare l'Europe et l'Afrique, situé entre la mer Méditerranée et l'océan Atlantique ;
- Le pas de Calais (Strait of Dover ou Dover Strait pour les anglophones) est le détroit qui marque la limite entre la Manche et la mer du Nord, et sépare la Grande-Bretagne (ville de Douvres) de la France (ville de Calais) ;
- Le détroit de Béring, qui sépare l'Asie de l'Amérique et relie la mer de Béring (partie septentrionale de l'océan Pacifique) à l'océan Arctique ;
- Le canal d’Otrante, qui relie la mer Adriatique à la mer Ionienne ;
- Le détroit de Kertch - situé dans la mer d'Azov, reliant la Crimée à la Russie
- Le détroit de Messine — entre la Sicile et le reste de l'Italie
- Les bouches de Bonifacio - entre la Corse et la Sardaigne;
- Le détroit du Bosphore, qui sépare l'Europe de l'Asie et relie la mer Noire à la mer de Marmara près de la mer Méditerranée (près d'Istanbul en Turquie) ;
- Le détroit des Dardanelles, reliant la mer Égée à la mer de Marmara, et l'un des théâtres d'opérations de la Première Guerre mondiale ;
- Le détroit de Malacca, entre la péninsule malaise et l'Indonésie, qui joue un rôle majeur dans le trafic mondial permettant aux grands navires de relier l’Europe et le Moyen-Orient à l’Asie orientale ;
- le détroit d’Ormuz entre Oman et les Émirats arabes unis au sud et l'Iran au nord ; c'est la route du pétrole et, comme telle, source de conflits, il relie le golfe Persique au golfe d'Oman ;
- Le détroit de Makassar, entre Bornéo et Célèbes, relie la mer de Java à la mer de Célèbes ;
- Le détroit de Magellan, relie l'océan Pacifique et l'océan Atlantique ;
- Le détroit de Taïwan, qui sépare la Chine de Taïwan ;
- Le détroit de Corée, qui sépare la Corée du sud et le Japon;
- Le détroit de Bass, qui sépare la Tasmanie de l’État de Victoria en Australie ;
- Le Bab-el-Mandeb qui relie la Mer Rouge à l'océan Indien ;
- Le détroit de Mackinac entre le lac Michigan et le lac Huron
- L'Øresund entre le Danemark et la Suède.